# Florenzio (console 515)
Flavio Florenzio (latino: Flavius Florentius; fl. 515) è stato un politico romano, console scelto dall'Occidente per l'anno 515, assieme a Procopio Antemio per l'Oriente. Forse era il padre di Costanziolo.